# Jakob’s Wife – Meine Frau, der Vampir
Jakob’s Wife – Meine Frau, der Vampir ist ein Horrorfilm von Travis Stevens, der im März 2021 beim South by Southwest Film Festival seine Premiere feierte und am 16. April 2021 in die US-Kinos kam. Thema des Films sind Geschlechterrollen und die Erwartungen an die Protagonistin, Jakobs Frau Anne Fedder, als Frau.

## Handlung
Anne Fedder hat in ihrer langen Ehe mit ihrem Mann, Pastor Jakob Fedder, gelernt, sich in die Rolle der Pfarrersfrau einzufügen. Ihre Träume von früher, ein aufregendes und unabhängiges Leben zu führen, hat sie schon lange aufgegeben. Routiniert erledigt sie in ihrem Alltag als Ehefrau die täglichen Arbeiten, kümmert sich um den Garten und hält ihren Körper in Form. An die Geräusche, die ihr Mann immer beim Essen macht und an sein lautes Schnarchen in der Nacht, hat sich Anne im Laufe ihrer Ehe nie gewöhnen können.
Als eines Tages Amelia vermisst wird, eine sehr gläubige, junge Frau aus ihrer Kirchengemeinde, deren Mutter alkoholabhängig ist, machen sich Jakobs Bruder Bob und dessen Frau Carol auf die Suche nach ihr, nicht ohne dabei rassistische Äußerungen fallen zu lassen, während Anne das junge Mädchen in Schutz nimmt. Sie verschwand abends auf dem Rückweg von der Kirche. Dies geschieht ungefähr zur gleichen Zeit, als Tom Low, eine alte Flamme von Anne, aus geschäftlichen Gründen in die Stadt zurückkehrt.
Nach einer zufälligen Begegnung mit „dem Meister“ entdeckt sie Bisswunden an ihrem Hals und das Gefühl von Macht und ein Verlangen nach Hemmungslosigkeit erwacht in ihr. Als die Zahl der Opfer ihres Blutdursts wächst wird ihrem Mann Jakob klar, dass er um seine Frau und ihr gemeinsames Leben, das er für selbstverständlich hielt, kämpfen muss.

## Produktion

### Regie und Drehbuch
Regie führte Travis Stevens, der auch an dem Drehbuch von Kathy Charles und Mark Steensland mitarbeitete. Es handelt sich nach dem Horrorfilm Girl on the Third Floor um Stevens’ zweiten Spielfilm als Regisseur. Bereits der Filmtitel Jakob’s Wife (für Jakobs Ehefrau) weist von Anfang an darauf hin, dass seine Protagonistin eine Frau ist, die sich in ihrem eigenen Haus fast wie eine Bürgerin zweiter Klasse fühlt und im Schatten ihres Mannes, des guten Pastors, steht. Mit ihrer Entwicklung zu einer Vampirjägerin befreit sie sich jedoch aus dieser ihr zugeschriebenen Rolle. Dass Anne ihre Macht wiederentdeckt, war für Stevens bei der Entwicklung des Drehbuchs essenziell. Gleichzeitig war es ihm wichtig, seiner Hauptdarstellerin eine transformative Rolle zu geben.

### Besetzung und Dreharbeiten

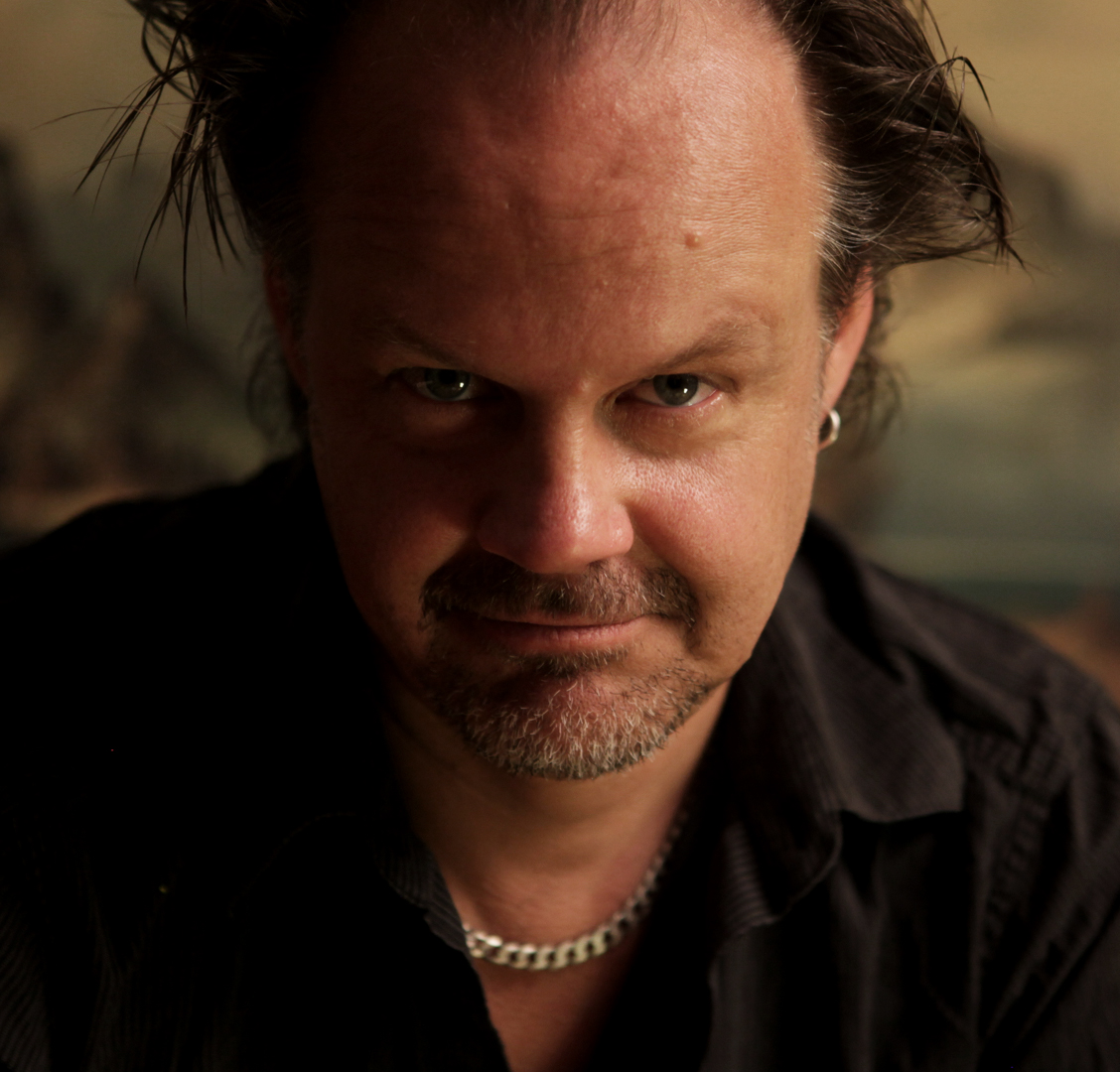
Larry Fessenden spielt Pastor Jakob Fedder

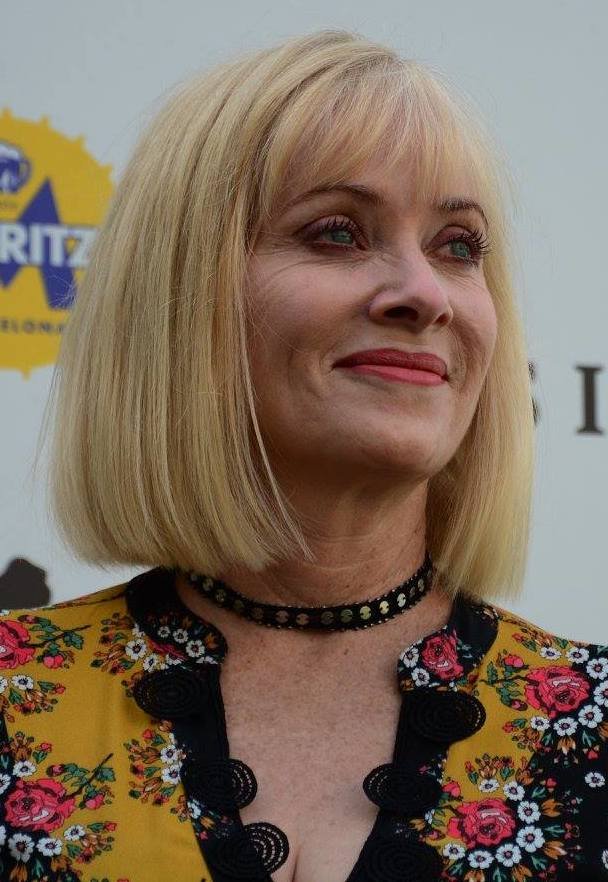
Barbara Crampton spielt Anne, die Frau des Pfarrers

Barbara Crampton spielt in der Titelrolle die Pfarrersfrau Anne Fedder und Larry Fessenden ihren Ehemann Pastor Jakob Fedder. Mark Kelly spielt Jakobs Bruder Bob, Sarah Lind dessen Ehefrau Carol. Nyisha Bell ist in der Rolle der vermissten Amelia zu sehen.
Jessica Kiang von Variety bemerkt zur Besetzung der Titelrolle, für die Schauspielerin Barbara Crampton, die nunmehr bereits über 60 Jahre alt ist, müsse es nach ihrer Hauptrolle in der Kult-Horror-Komödie Re-Animator von 1985, durch die sie zur Horror-Ikone wurde, und nach dem Slasher You're Next von 2011 verlockend gewesen sein, die Hauptrolle in Jakob’s Wife – Meine Frau, der Vampir und damit ihrem Genre zu übernehmen. Stevens selbst erklärte, er habe bereits beim Lesen des Drehbuchs an die Besetzung mit Crampton gedacht, besonders zu dem  Zeitpunkt ihrer Karriere.
Die Dreharbeiten fanden in Canton, Mississippi, statt und wurden Anfang März 2020 beendet. Als Kameramann fungierte David Matthews.

### Filmmusik, Marketing und Veröffentlichung
Die Filmmusik komponierte Tara Busch. Das Soundtrack-Album wurde am 14. Mai 2021 von Lakeshore Records als Download veröffentlicht.
Die Weltpremiere erfolgte am 17. März 2021 beim South by Southwest Film Festival. Die Vorstellung des ersten Trailers erfolgte kurz zuvor. Die Vertriebsrechte in Nordamerika liegen bei RLJE Films und dem Partnerunternehmen Shudder von AMC Networks. Am 16. April 2021 kam der Film in die US-Kinos und wurde am gleichen Tag als Video-on-Demand und Digital HD veröffentlicht. Im Juni 2021 wurde er beim Fantasy Filmfest vorgestellt und feierte hier seine Deutschlandpremiere. Am 22. April 2022 wurde der Film in Deutschland auf DVD und Blu-ray veröffentlicht.

## Rezeption
Der Film stieß bislang auf die Zustimmung von 86 Prozent aller bei Rotten Tomatoes erfassten Kritiker und erreichte hierbei eine durchschnittliche Bewertung von 6,9 der möglichen 10 Punkte.
Noel Murray schreibt in der Los Angeles Times, Stevens’ Spielfilmdebüt enthalte zwar eine Handvoll denkwürdiger Horrorbilder, so gruselige Aufnahmen von schwebenden Blutsaugern, mehr jedoch befasse sich der Film mit der Erforschung tief verwurzelter Geschlechterrollen und dem Erwartungsdruck, der von der Gesellschaft ausgeht. Jakob’s Wife sei so auch ein Porträt einer Ehe, die gerettet wird, indem der Ehemann aufhört, seiner Gattin das Leben auszusaugen, und ihr stattdessen hilft, dies bei anderen zu tun. Plötzlich schätze Jakob, der sich schließlich berufen fühlt, das Böse zu bekämpfen, die Leidenschaftlichkeit und die Persönlichkeit seiner Frau wieder. So ähnele der Film eher hochgesinnten Vampirgeschichten wie Near Dark, The Hunger oder The Addiction.